# 船場カリー

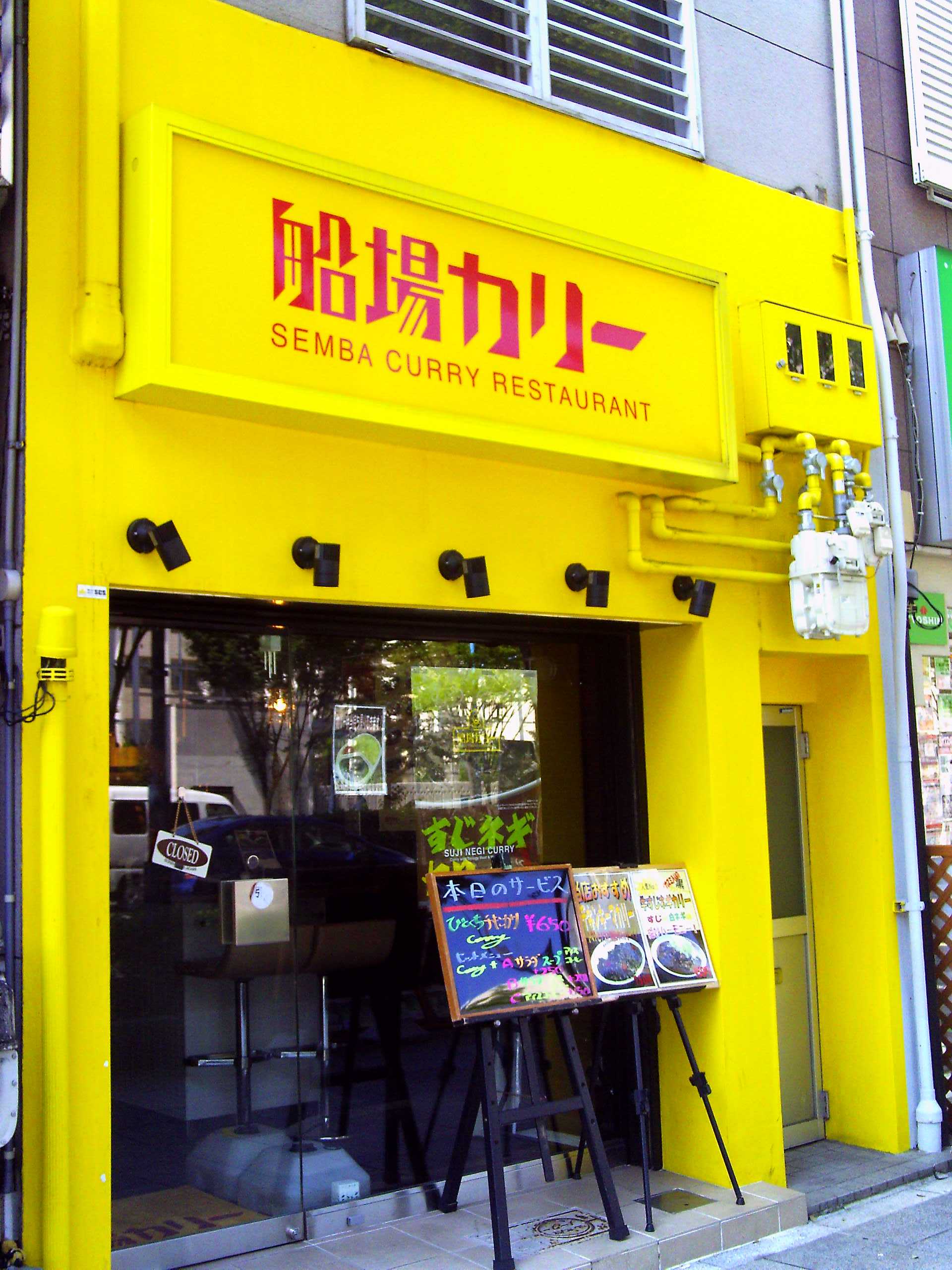
大阪天満宮店

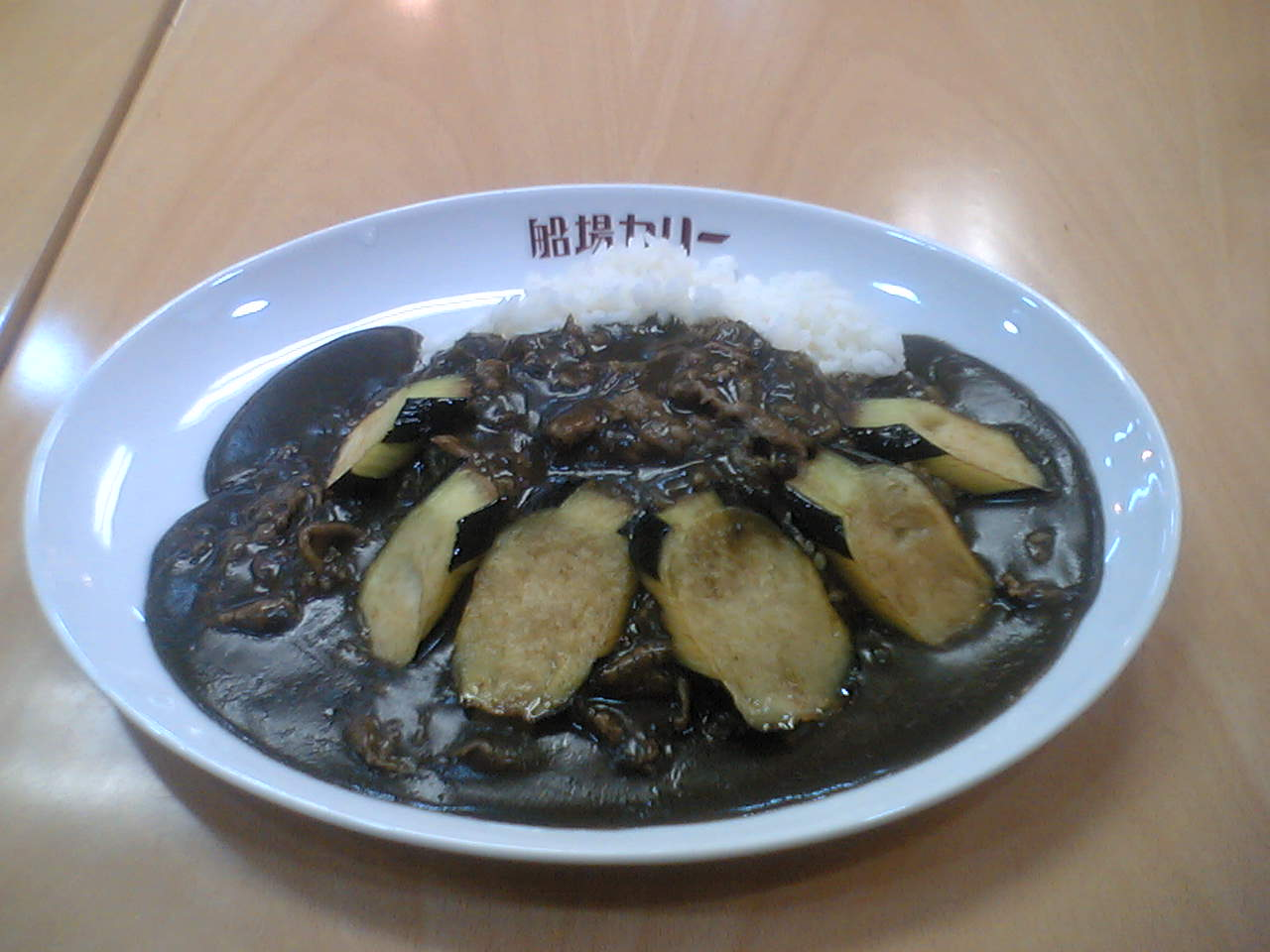
ビーフ茄子カリー

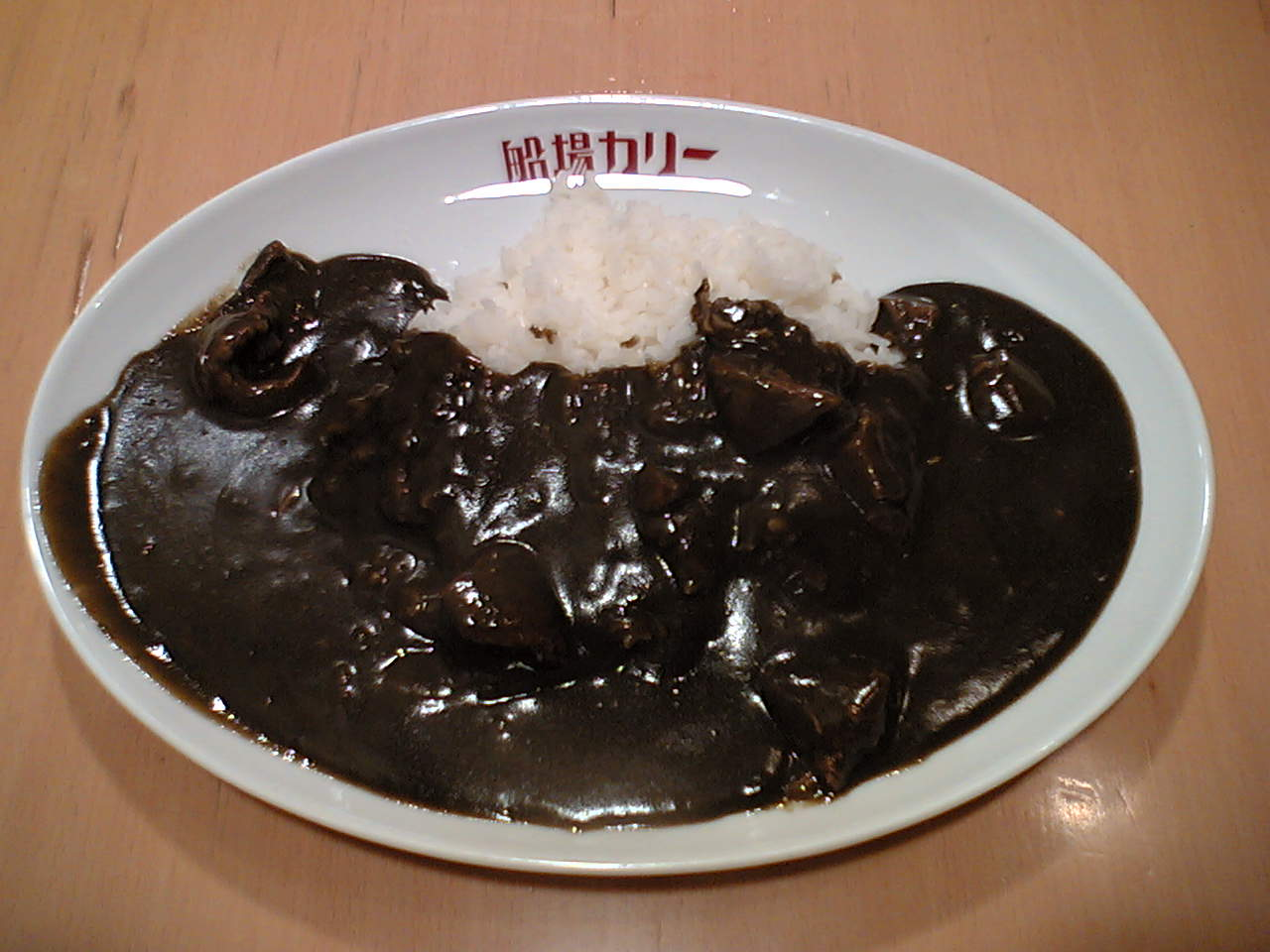
すじカリー

船場カリー（せんばカリー）とは大阪市内に店舗を構えるカレーライスのチェーン店である。大阪市西区の九条南に本社を置く「有限会社成インターナショナル」が運営している。

## 概要
1997年（平成9年）創業。大阪船場に店を開店させたのが店名の由来である。
主なスパイスのターメリックやガラムマサラやナツメグやジンジャーなどに烏賊墨を加えた黒いソースが特徴。
辛さの度合いは日々の気温や湿度により微妙に変えており、暑いときは辛く、寒いときは甘く、同じ気温でも湿度の高い雨の日などは若干辛さ控えめとなっている。
この店では「カレー」と呼ばず「カリー」で統一されている。
ネギを丸々1本使用したすじネギカリーは、船場カリーの名物である。
2007年（平成19年）3月に閉館した横濱カレーミュージアムにも出店していた。
2019年5月には、福岡超カレーフェスタにも出店した。

## 店舗
- 本店 - 南本町
- 北浜店（ FC ）
- 瓦町店（FC）
- 南久宝寺店（直営）
- 北千里店 (FC）
- 西天満店（FC）
- 大阪天満宮店（FC）
- 東心斎橋店（FC）
- 近鉄難波店（直営）

### 閉鎖店舗
- アネックス（本店近隣）
- 四ツ橋店（直営）
- 信濃橋店（FC）
- OAPグラン店（直営）
- 北梅田店（FC）
- 京町堀店（FC）
- イオンモール大阪ドームシティ店（FC）
- なんばCITY店（南館・直営）
- ららぽーと新三郷店（FC）
- 小川町店 (FC）
- 高松店（船場カリー+h cafe）（FC）